# Running Wild
Running Wild este o formație germană de heavy metal, înființată în 1976 la Hamburg. S-a identificat ca prima trupă de „metal pirat”. Formația s-a desființat la 17 aprilie 2009 și s-a reunit în 2012.